# Garfagnana
La Garfagnana és una regió històrica i geogràfica del centre d'Itàlia, avui part de la província de Lucca, a la Toscana. És la part alta de la conca del riu Serchio i, per tant, es troba entre els Apenins septentrionals al nord-est i el Alps Apuans a l'oest. Les localitats principals són Castelnuovo di Garfagnana i Barga. 

## Geografia
La Garfagnana és muntanyenca en una bona part. Té abundants precipitacions, i molts boscos, sovint amb castanyers (Castanea sativa). Les castanyes eren fins fa poc una important font d'aliment; la farina di Neccio della Garfagnana, una farina de castanyer, té denominació d'origen protegida (DOP).  El farro de la regió (Farro della Garfagnana) té indicació geografica protegida (IGP);  l'àrea també és coneguda per les seves llenties i pels seus ceps. És l'àrea d'origen de la raça caprina de Garfagnina i de la raça ovina de la Garfagnina Bianca. 
La capital de la regió és Castelnuovo di Garfagnana.
La Garfagnana i la Lunigiana van ser colpejades per un potent terratrèmol el 7 de setembre de 1920. Els danys més importants i el major nombre de morts es van produir a Villa Collemandina;  la major intensitat es va registrar allà mateix i a Fivizzano. 

## Història
Els habitants de la Garfagnana eren apuans i friniats. L'àrea va ser conquerida per l'antiga Roma l'any 180 aC. Després de la caiguda de l'Imperi Carolingi el 888, va estar sota el control de diversos senyors feudals, i més tard es va veure atrapada en la rivalitat entre güelfs i gibelins.  El 1248 l'Emperador d'Orient la va cedir a la República de Lucca. Al segle xv gran part del territori va quedar sota el control de la família Este de Ferrara, i el 1847 la part restant va ser absorbida pel Ducat de Mòdena. Amb la unificació d'Itàlia, la Garfagnana va passar a formar part de la província de Massa i Carrara, i el 1923 va passar a la de Lucca. 